# Chrysoritis pelion
Chrysoritis pelion is een vlinder uit de familie van de Lycaenidae. De wetenschappelijke naam van de soort is voor het eerst gepubliceerd in 1954 door Kenneth Misson Pennington.
De soort komt voor in Zuid-Afrika (Vrijstaat, Kwazoeloe-Natal, Oost-Kaap) en Lesotho.